# Max Jenkins (Schauspieler)

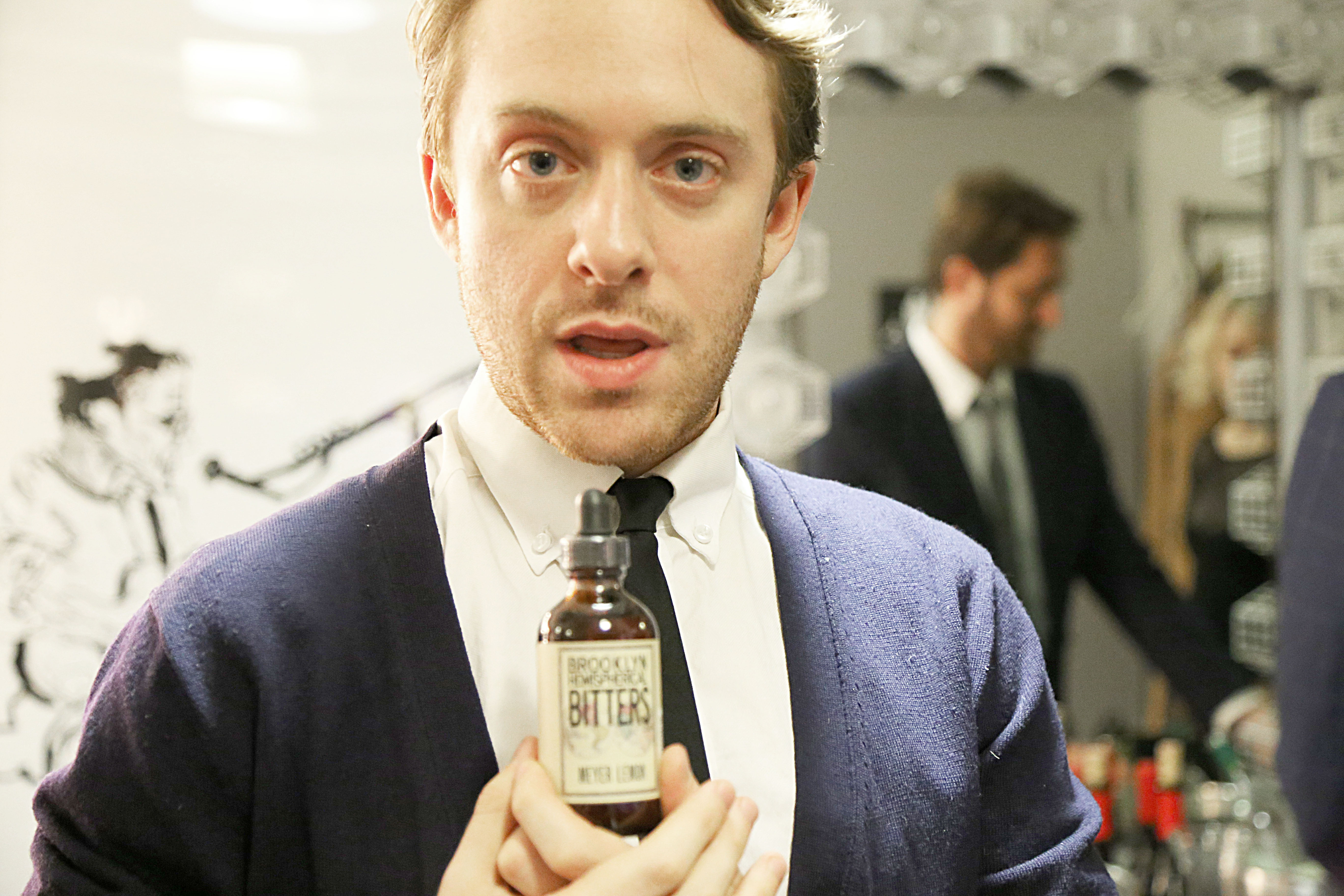
Max Jenkins, 2014

Max Jenkins (* 13. März 1985 in New York) ist ein US-amerikanischer Film- und Theaterschauspieler und Drehbuchautor. Er ist unter anderem für seine Hauptrolle Max Carnegie in der Fernsehserie Detective Laura Diamond bekannt.

## Karriere
Ab 2013 spielte Jenkins, in der erst für Vimeo, später für HBO produzierten Webserie High Maintenance mit. In der mehrfach gelobten Episode Olivia hebt Buzzfeed besonders eine Szene mit Jenkins hervor.
Jenkins spielte Rollen in mehreren Theateraufführungen und wurde von Kritikern für seine schauspielerischen Leistungen gelobt. Das Stück Unnatural Acts stammt aus Co-Autorenschaft von Jenkins und er spielt selbst eine Rolle darin. Im Jahr 2012 war Unnatural Acts in drei Kategorien für den Drama Desk Award nominiert.
Von 2014 bis 2016 spielte Jenkins in der Serie Detective Laura Diamond mit, 2014 schrieb die Los Angeles Times über ihn: „fabulous [,…] may deserve a show of his own.“ (etwa: „fabelhaft, verdient seine eigene Serie“).
Seit 2020 ist Jenkins in der für Netflix produzierten Serie Dead to Me in der Rolle des Christopher Doyle neben Christina Applegate zu sehen.

## Privates
Jenkins wurde am 13. März 1985 in New York geboren und wuchs dort auch auf.

## Filmografie (Auswahl)
- 2009: Breaking Upwards
- 2009–2012: Gay’s Anatomy (Fernsehserie, 12 Folgen)
- 2011: Gossip Girl (Fernsehserie, Folge 5x06)
- 2012: 30 Rock (Fernsehserie, Folge 6x06–6x07)
- 2013–2014: High Maintenance (Fernsehserie, Vimeo, Folge 1x05 und 1x12)
- 2014: Fort Tilden
- 2014–2016: Detective Laura Diamond (The Mysteries of Laura, Fernsehserie, 38 Folgen)
- 2015: Those People
- 2015: Orange Is the New Black (Fernsehserie, Folge 3x03)
- 2016–2020: High Maintenance (Fernsehserie, HBO, 1x01 und 4x06)
- 2019: Plus One
- 2019–2022: Dead to Me (Fernsehserie, 20 Folgen)
- 2020: Social Distance (Fernsehserie, Folge 1x04)
- 2021: Ein besonderes Leben (Special, Fernsehserie, 7 Folgen)

## Theatrografie (Auswahl)
- 2007: Seating Arrangements (The Flea Theater, New York)
- 2011: Spidermusical. (The Mint Theater, New York)
- 2011: Unnatural Acts (Classic Stage Company Theatre, New York)
- 2014: Carnival Kids (The Barrow Group Main Stage, New York)
- 2019: Big Nights (Kirk Douglas Theatre, Culver City)

## Auszeichnungen und Nominierungen
- 2012: Nominierung für den Drama Desk Award in der Kategorie Outstanding Play für das Ensemble von Unnatural Acts[9]